# Prisioneiro de guerra

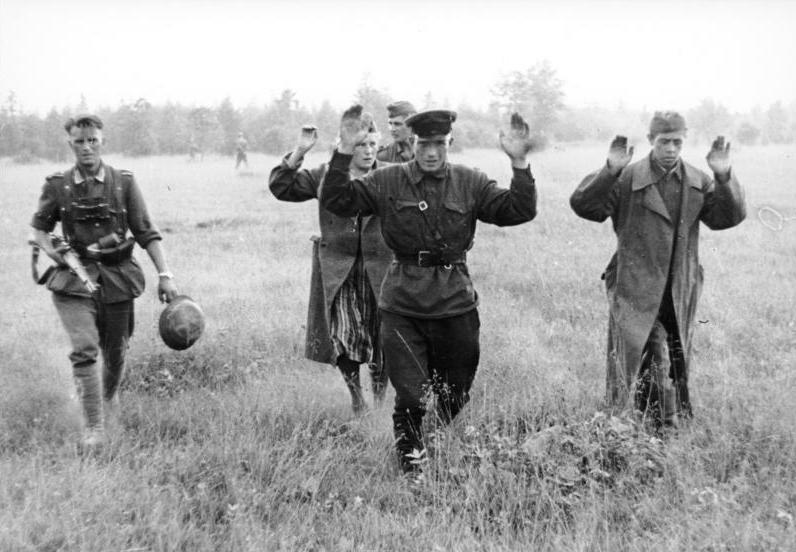
Prisioneiros de guerra soviéticos capturados pelos alemães no norte da União Soviética. Levantar as mãos é um gesto internacional de rendição.

Prisioneiro de guerra é uma pessoa, seja combatente ou não-combatente, que é mantido sob custódia por um exército durante ou imediatamente depois de um conflito armado devidamente declarado por autoridade competente, a chamada declaração de guerra. O primeiro registro que se tem notícia da expressão "prisioneiro de guerra" remonta a 1660.
Prisioneiros de guerra são mantidos em custódia por uma série de razões legítimas e ilegítimas, como isolá-los dos combatentes inimigos ainda no campo de batalha (de forma a promover a liberação e o repatriamento de uma forma ordenada após as hostilidades); demonstrar vitória militar; puni-los; processá-los por crimes de guerra, exploração de sua força de trabalho; ou mesmo para serem recrutados para seu próprio exército; além de coleta de informações militares  ou para doutriná-los em novas crenças políticas ou religiosas, além do seu uso como moeda de troca.

## Era Antiga
Durante grande parte da história, prisioneiros de guerra eram frequentemente massacrados ou escravizados. Na guerra romana, o resultado da captura poderia levar à libertação, resgate, execução ou escravidão. Os primeiros gladiadores romanos podiam ser prisioneiros de guerra, categorizados de acordo com as raízes étnicas de povos derrotados, tais como samnitas, trácios e gauleses, dos quais tirariam as técnicas de combate. A Ilíada de Homero descreve soldados troianos e gregos oferecendo recompensas de riqueza às forças inimigas que os derrotaram no campo de batalha em troca de misericórdia, mas tais ofertas nem sempre eram aceitas. Essa prática reflete a dinâmica complexa de honra, orgulho e valor da vida no contexto da Guerra de Troia.
Normalmente, os vencedores faziam pouca distinção entre combatentes inimigos e civis inimigos, embora fossem mais propensos a poupar mulheres e crianças. Às vezes, o propósito de uma batalha, se não de uma guerra, era justatemente capturar mulheres, uma prática conhecida como raptio; o Rapto das Sabinas envolveu, segundo a tradição, um grande sequestro em massa das mulheres do povoado vizinho pelos fundadores de Roma. No século IV d.C., o bispo Acácio de Amida, sensibilizado pela situação dos prisioneiros persas capturados em uma guerra recente com o Império Romano, mantidos em sua cidade em condições terríveis e destinados a uma vida de escravidão, tomou a iniciativa de resgatá-los, vendendo os preciosos vasos de ouro e prata de sua igreja e permitindo que retornassem ao seu país. Por isso, ele foi posteriormente canonizado.

## Definição da Convenção de Genebra

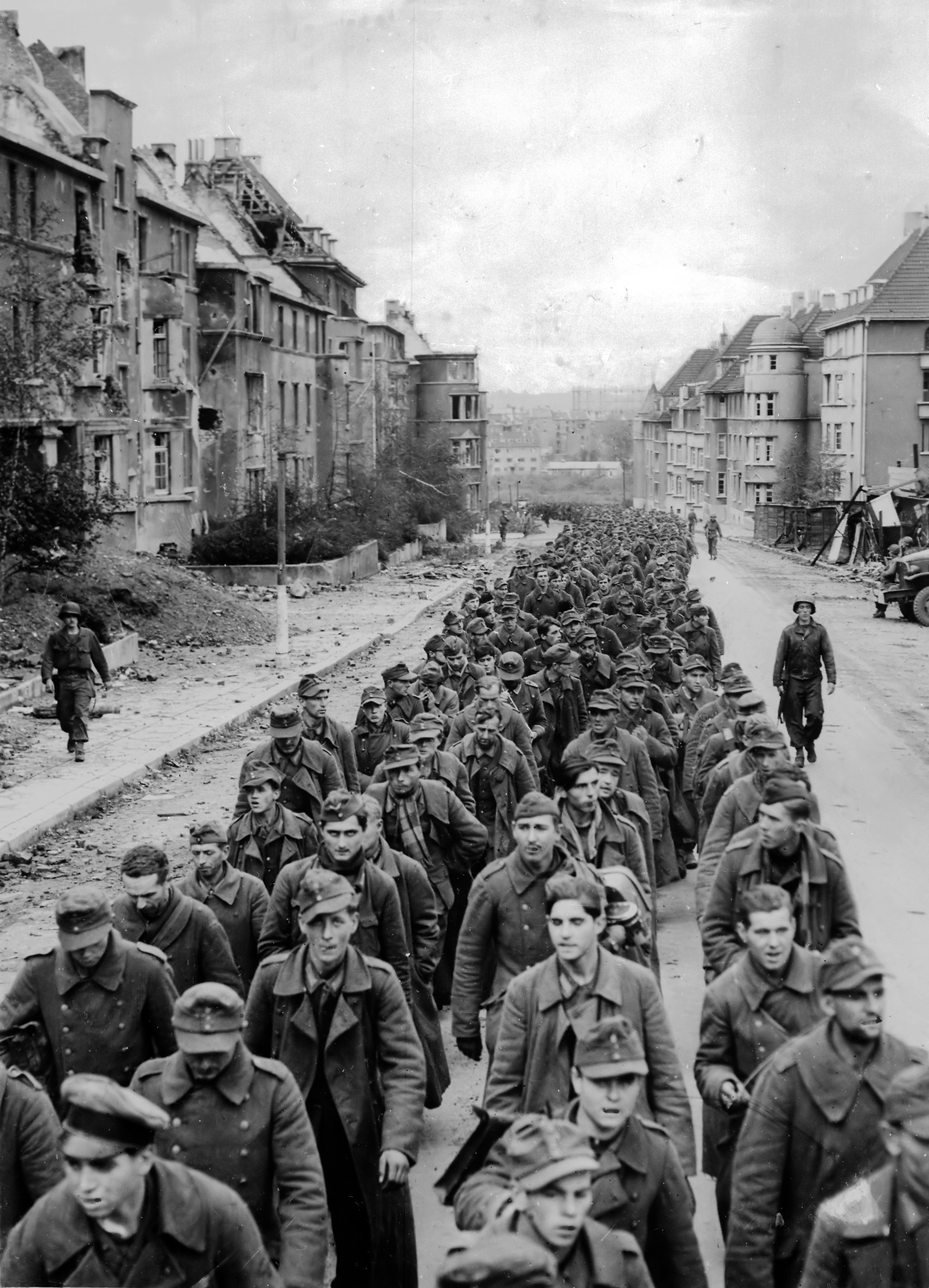
Prisioneiros de guerra alemães após a queda de Aachen.

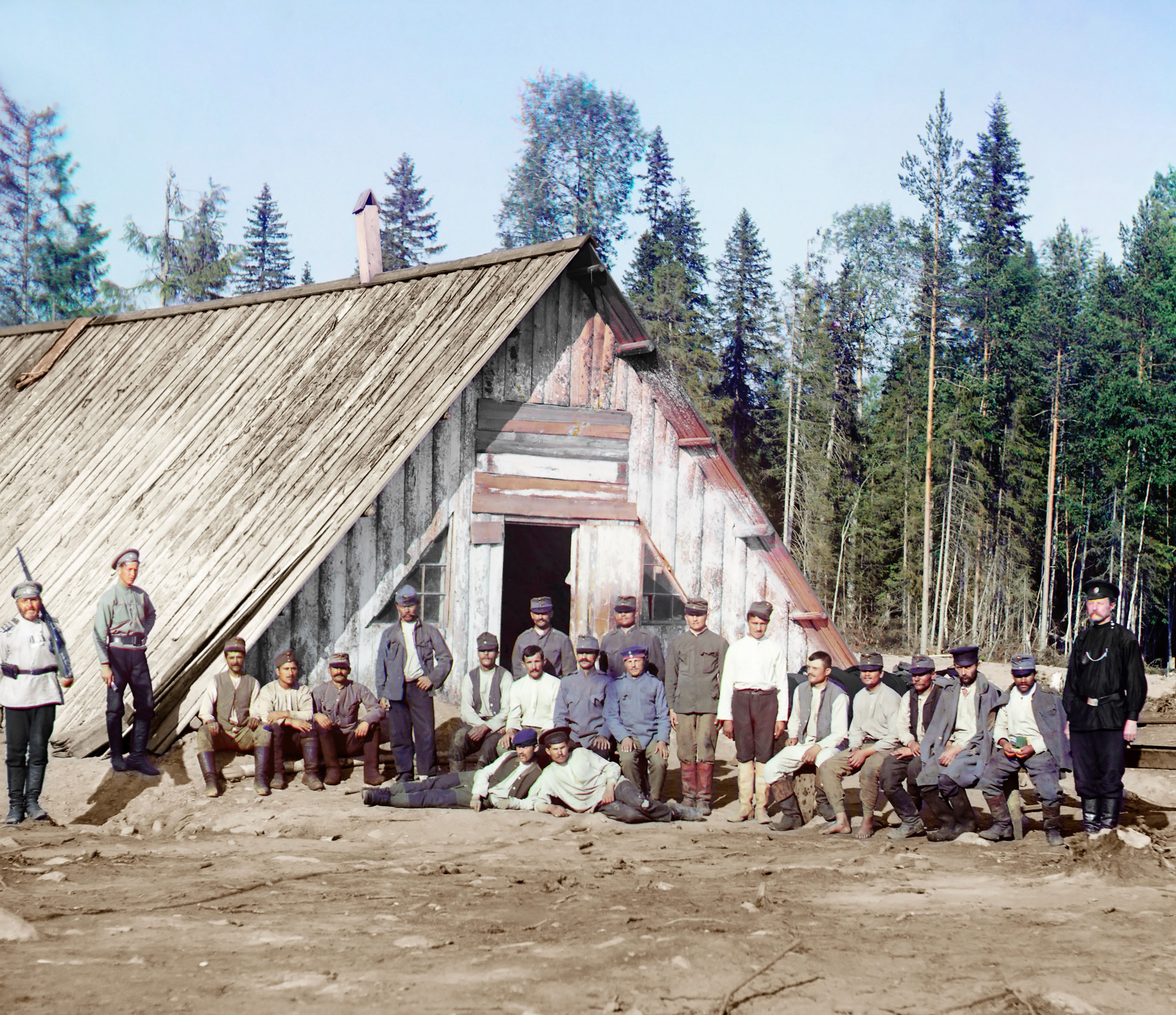
Prisioneiros austríacos na Rússia, em 1915.

As leis se aplicam a partir do momento em que o prisioneiro é capturado até sua liberação ou repatriamento. Uma das principais disposições das Convenções de Genebra é proibir a tortura de prisioneiros, e estipula que um prisioneiro deve somente ser interrogado sobre seu nome, data de nascimento, posto e número de serviço (se aplicável).
O artigo 4 da Terceira Convenção de Genebra protege o pessoal militar capturado, guerrilheiros e certos tipos de civis.
Em princípio, para ter o estatuto de prisioneiro de guerra, o prisioneiro deve ter realizado operações segundo as leis e costumes da guerra, i.e., ser parte de uma cadeia de comando, vestir um uniforme e portar armas ostensivamente. Assim, franco-atiradores, terroristas, espiões comuns e mercenários podem ser excluídos. Na prática, no entanto, tais critérios não são interpretados de maneira estrita. Guerrilheiros, por exemplo, podem não ter uniforme ou portar armas ostensivamente, no entanto são tipicamente tratados como prisioneiros de guerra se capturados, se se mostrarem vinculados a um exército regularmente organizado segundo o terceiro tratado.
O estatuto de prisioneiros de guerra não inclui não combatentes desarmados capturados em momento de conflito, pois eles são protegidos pela Quarta Convenção de Genebra em vez da terceira.